# Petra Grabowski
Petra Grabowski, verheiratete Borzym (* 31. Januar 1952 in Brandenburg an der Havel) ist eine ehemalige deutsche Kanutin.

## Sportliche Karriere
Petra Grabowski stammt aus einer wassersportbegeisterten Familie. Mit 11 Jahren begann sie im Verein ihrer Eltern, der BSG Einheit Brandenburg, mit dem Kanusport. Auf Grund ihrer Leistungen besuchte sie ab 1967 die Kinder- und Jugendsportschule Brandenburg. 1968 wurde sie zum SC Potsdam delegiert, wo sie im K4 im gleichen Jahr DDR-Meisterin wurde. Der SC Potsdam wurde 1969 aufgelöst und dessen Kanusektion in den ASK Vorwärts Potsdam eingegliedert.
Beim ASK Vorwärts Potsdam wurde Grabowski von Helmut Setzkorn trainiert. Seit 1968 bildete sie im K2 mit der Tochter des ASK-Trainers Petra Setzkorn ein Gespann und sie errangen im K2 1968 den Vizemeistertitel. Die Teilnahme an den Olympischen Spielen 1968 in Mexiko verpasste sie als damals 16-jährige nur knapp. 1969 gewannen die Mädchen als DDR-Meister im K2 bei der Junioren-Weltmeisterschaft Silber und verpassten anschließend bei der Elite-WM als Viertplatzierte eine Medaille. Im Jahr darauf wurde das Duo wieder DDR-Meister und Dritte der Weltmeisterschaft. Zudem wurden sie im K4 eingesetzt, mit dem sie Silber gewannen. Nach schwachen Leistungen im Einer und im Doppel von Setzkorn – bei den DDR-Meisterschaften verpassten Setzkorn/Grabowski die Qualifikation für die Olympischen Spiele 1972 in München als Zweitplatzierte hinter Ilse Kaschube und Carola Zirzow – kam es zu Umbesetzungen. Außerdem war Petra Setzkorn in Gesprächen mit ihrer Westberliner Konkurrentin Renate Breuer gesehen worden, was für die Armeeangehörige Setzkorn den Ausschluss aus der DDR-Nationalmannschaft bedeutete. Grabowski startete nun mit Kaschube und nahm mit dieser an den Spielen teil. Hinter Ljudmila Pinajewa und Jekaterina Kuryschko (Sowjetunion) gewannen sie die Silbermedaille. 1973 wurden sie zusammen auch Weltmeister und DDR-Meister. Nach dem Medaillengewinn bei den Olympischen Spielen wurde ihr 1972 der Vaterländische Verdienstorden in Bronze verliehen; 1974 erhielt sie diesen Orden nochmals.
Im K1 errang Grabowski 1973 den Meistertitel und wurde 1972 und 1976 Vizemeisterin. In den anderen Bootsklassen hatte sie das Problem, in Potsdam keine gleichwertigen Partnerinnen zu haben. Ihre DDR-Meisterschaftsmedaillen, darunter zwei Meistertitel im K4, errang sie meist mit Sportlerinnen vom SC Neubrandenburg. Nachdem sie 1976 ganz knapp in der Qualifikation für die Olympischen Spiele in Montreal gescheitert war, beendete sie ihre Sportkarriere.

## Beruf und Privates
In Potsdam absolvierte Grabowski neben dem Training bis 1970 eine Lehre zur Maschinenbauzeichnerin. Anschließend studierte sie an der Pädagogischen Hochschule Potsdam und schloss 1975 als Diplomlehrerin für Sport ab. Nach einem Jahr Abtraining war sie bis 1981 Stützpunktleiterin an der Deutschen Hochschule für Körperkultur, eine Tätigkeit, die sie aus familiären Gründen aufgab. Für ihre Tätigkeit als Sportlehrerin an einer Hilfsschule in Werder (Havel) absolvierte sie noch ein postgraduales Studium für die Arbeit mit lernbehinderten Kindern. 1993 hörte sie dort auf, um ihren Mann im gemeinsamen Sportfachgeschäft in Brandenburg an der Havel zu unterstützen. Dort wurde Grabowski 1997 bei einem Überfall durch mehrere Pistolenschüsse verletzt. 2011 hat die Familie das Geschäft geschlossen.
Grabowski heiratete 1972 nach den Olympischen Spielen den Ruderer Hans-Joachim Borzym, der gleichfalls in München zu den Medaillengewinnern gehörte. Die Familie wohnt in Werder (Havel).